# Episodi di Charlie's Angels (serie televisiva 2011)
La prima e unica stagione della serie televisiva remake Charlie's Angels viene trasmessa sul canale statunitense ABC dal 22 settembre 2011 al 10 novembre 2011. L'ottavo e ultimo episodio della serie non è stato trasmesso da ABC, ma è andato in onda in Polonia su AXN il 19 dicembre del 2011 e nell'America Latina su Cinemax nel gennaio del 2012.
In Italia la serie è stata trasmessa integralmente (compreso l'ottavo e ultimo episodio) dall'8 gennaio 2012 al 26 febbraio 2012 su Rai 2.
| n° | Titolo originale         | Titolo italiano              | Prima TV USA      | Prima TV Italia  |
| -- | ------------------------ | ---------------------------- | ----------------- | ---------------- |
| 1  | Angel with a Broken Wing | Un angelo con l'ala spezzata | 22 settembre 2011 | 8 gennaio 2012   |
| 2  | Runaway Angels           | Angeli in fuga               | 29 settembre 2011 | 15 gennaio 2012  |
| 3  | Bon Voyage, Angels       | Buon viaggio, Angeli         | 6 ottobre 2011    | 22 gennaio 2012  |
| 4  | Angels in Chains         | Angeli in catene             | 13 ottobre 2011   | 29 gennaio 2012  |
| 5  | Angels in Paradise       | Angeli in paradiso           | 20 ottobre 2011   | 5 febbraio 2012  |
| 6  | Black Hat Angels         | Angeli informatici           | 3 novembre 2011   | 12 febbraio 2012 |
| 7  | Royal Angels             | Angeli Reali                 | 10 novembre 2011  | 19 febbraio 2012 |
| 8  | They Are Not Saints      | Gli Angeli non dimenticano   | inedito           | 26 febbraio 2012 |

## Un angelo con l'ala spezzata
- Titolo originale: Angel with a broken wing
- Diretto da: Marcos Siega
- Scritto da: Alfred Gough e Miles Millar

### Trama
Dopo la tragica morte di Gloria nell'esplosione dell'automobile, i due "Angeli" superstiti (Abby e Kate) sospettano di Eve, che poi si rivela essere una vecchia amica di Gloria. Eve viene reclutata da Charlie e si unisce ad Abby e Kate per cercare, con l'aiuto di Bosley che rapisce Nadia, di incastrare Pajaro. Tempo prima Eve, per sfuggirgli, l'ha colpito con una statuetta raffigurante un angelo, spezzandogli un'ala.
- Altri interpreti: Nadine Velasquez (Gloria Morales), Carlos Bernard (Pajaro/Rodrigo), Ivana Miličević (Nadia Ivanov)

## Angeli in fuga
- Titolo originale: Runaway Angels
- Diretto da: Angela Robinson
- Scritto da: Sonny Postiglione, Alfred Gough e Miles Millar

### Trama
Nel rintracciare Gabriella, una top model scomparsa, Abby si fa assumere come modella da Devon Ross. Qui incontra l'avvocato Dawson, che si rivela specializzato in green card. Così, con l'aiuto del detective Goodson, ex fidanzato di Kate, gli "Angeli" scoprono che Gabriella, poi trovata morta, era sposata con Simon Genks (vero nome Nikolai Dinko), in America per uccidere la first lady russa.
- Altri interpreti: Isaiah Mustafa (detective Ray Goodson), Veronica Taylor (Devon Ross), Jordan Belfi (Mitch Dawson), Niko Nedyalkov (Simon Genks/Nikolai Dinko) Haley Higgins (Gabriella Tucker)

## Buon viaggio, Angeli
- Titolo originale: Bon voyage, Angels
- Diretto da: James Marshall
- Scritto da: Douglas Petrie

### Trama
La giornalista Amanda Kane, che aveva compromesso Kate, scompare; Kate, però, decide ugualmente di accettare la missione. Dopo essersi imbarcati sotto copertura in crociera, gli "Angeli" scoprono dai video precedenti che Amanda è stata rapita dai narcotrafficanti. Bosley si infiltra tra i compratori e trova Amanda, usata come cavia, ma poi viene scoperto. L'intervento degli "Angeli" salva entrambi.
- Altri interpreti: Tahyna Tozzi (Amanda Kane), Nicholas Gonzalez (Roman Stone), D.B. Woodwide (Morgan Finch), Aerica D'Amaro (Erica Leone), J. Downing (Rykker)

## Angeli in catene
- Titolo originale: Angels in chains
- Diretto da: Marcos Siega
- Scritto da: Storia di Robert Earll, Sceneggiatura di Javier Grillo-Marxuach

### Trama
Abby, Eve e Kate partono per Cuba al salvataggio di una ragazza scomparsa chiamata Tess, finiranno in una prigione femminile, dove trovano Tess e alcune turiste americane rapite e costrette a prostituirsi con uomini di potere. Intanto Bosley, sull'isola, incontra una vecchia fiamma: Samantha Masters, un'agente della Cia che si unisce agli "Angeli" per incastrare Cartwright, un uomo potente dietro a tutto questo. Alla fine Bosley si preoccupa perché poteva finire come con Elisabeth, la figlia di Charlie, che non ha saputo salvare, ma Charlie lo consola.
- Altri interpreti: Erica Durance (Samantha Masters), Krista Kalmus (Tess Walters), James Morrison (Jon Cartwright), Elizabeth Peña (Warden Gloria Galvez)

## Angeli in paradiso
- Titolo originale: Angels in paradise
- Diretto da: Marcos Siega
- Scritto da: Alfred Gough e Miles Millar

### Trama
L'episodio inizia con Charlie che annuncia ad Abby, Eve e Kate il loro prossimo lavoro, i tre angeli devono salvare una famiglia che è stata rapita su una barca. Dopo la missione Bosley intuisce che Jennifer e suo figlio Wyatt sono in pericolo. Intanto Abby, su consiglio di Charlie, ricontatta suo padre Victor che è stato amico di Michael, il padre di Wyatt, e che la consiglia su come fare per stanare chi c'è dietro a tutto questo. Così Jennifer e Wyatt scoprono che proprio Michael, che loro credevano morto, è dietro a tutta la faccenda, ma nel fra tempo Wyatt viene rapito e tocca agli angeli salvarlo. L'episodio si conclude con Abby ed il padre che parlano di Charlie, e Victor non sembra molto convinto delle buone intenzioni di Charlie.
- Altri interpreti: John Terry (Victor Sampson), Alberto Frezza (Wyatt Rice), Pedro Pascal (Nathan Mercer), Mark Kiely (Michael Hanson), Dina Meyer (Jennifer Rice)

## Angeli informatici
- Titolo originale: Black Hat Angels
- Diretto da: James Marshall
- Scritto da: Douglas Petrie

### Trama
Zoe Sinclair contatta gli "Angeli" per ritrovare Lee Bowen, un ottimo disegnatore a mano libera. Bosley rintraccia il rapitore attraverso un indirizzo e-mail, ma trova se stesso e così scopre che il rapitore è Oswort, un ottimo hacker e vecchio socio che non ha mai visto. Dopo essere scampati a un'esplosione, si scopre che Oswort è Zoe Sinclair. Bosley libera Lee, ma viene arrestato perché creduto il rapitore: se la cava, annullando anche il volo aereo di Zoe, che poi va a far visita a Victor Sampson. Intanto nella mente di Bosley ritorna Elisabeth.
- Altri interpreti: Peyton List (Zoe Sinclair), Keram Malicki-Sanchez (Lee Bowen), John Terry (Victor Sampson)

## Angeli Reali
- Titolo originale: Royal Angels
- Diretto da: J. Miller Tobin
- Scritto da: Meredith Lavender e Marcie Ulin

### Trama
Durante un allenamento di una squadra di basket, nella quale Bosley è l'allenatore, un killer spara a un re africano, uccidendolo, e al figlio cestista Mark, salvato da Bosley. Gli "Angeli" scoprono che il killer è una donna, Tabitha, ufficialmente deceduta che "lavora" per mantenere sua sorella all'università. Grazie a lei riescono a risalire al mandante, Archer Langley, che s'avvicinava a Mark complice l'amica Dominique.
- Altri interpreti: Isaiah Mustafa (Ray Goodson), Romeo Miller (Mark Bakale), Inbar Lavi (Dominique Berry), Raquel Alessi (Tabitha Williams), Jeff Moore (Archer Langley)

## Gli Angeli non dimenticano
- Titolo originale: They Are Not Saints
- Diretto da: Kevin Bray
- Scritto da: Javier Grillo-Marxuach, Alfred Gough e Miles Millar

### Trama
Sulla spiaggia di Miami, gli "Angeli" trovano un uomo in stato d'incoscienza che, rinvenuto da Eve, dice di non ricordare nulla e a cui danno il nome di Hugo. Rintracciata l'auto con la quale è finito in mare, inizia una ricerca che porterà gli "Angeli" contro il mafioso cinese Frankie Han e il poliziotto corrotto Dumont. Alla fine si scopre che Hugo è un detective, Josh, ed era sulle tracce di una partita di droga sintetica.
DETTAGLI
Hugo si innamora di Eve. Bosley sembra geloso dei due, perché anche Eve mostra interesse per il naufrago.
Possiamo capirlo ad esempio quando Hugo gli chiede se l'angelo di cui è innamorato è single;
-quando durante la missione al chiosco li sente parlare e li interrompe.
Alla fine si scopre che Hugo è sposato ed ha una figlia di 5 anni.
Bosley anche qui mostra affetto per Eve, consolandola anche con un abbraccio.
- Altri interpreti: Jason Pendergraft (Hugo Boss/Josh Taylor), Roger Cross (Bradley Dumont), François Chau (Frankie Han)